# 穹窿体
穹窿体是一种存在于真核细胞中的细胞器，也是一种核糖核蛋白分子。该细胞器的功能尚不明晰。
通过电子显微镜可观察到穹窿体呈对称的穹窿状，各侧皆具有39褶结构。穹窿体出现在各种真核细胞并表现出高度的保守性。穹窿体一般悬浮于细胞质基质中，但也可以成在参与对抗病原体时成为脂质筏的一部分。

## 历史
穹窿体于20世纪80年代被洛杉矶加利福尼亚大学药学院的生物学家Nancy Kedersha及生物化学家Leonard Rome首次发现并成功分离。

## 形态学研究
穹窿体与核糖体一样，是大型核糖核蛋白分子（核糖核酸-蛋白质复合物），但穹窿体的相对分子质量约为13MDa，约为核糖体的3倍。
通过不同方式测得的穹窿体的大小有一定差异：
- 利用负染色法测得的大小约为34nm×60nm；
- 利用低温电子显微镜测得的大小约为26nm×49nm；
- 利用扫描隧道电子显微镜测得的大小约为35nm×59nm。

由于穹窿体的主要成分为蛋白质，所以利用传统技术对其进行染色有一定困难。
穹窿体的蛋白质呈对称的桶状，两侧有等量的穹窿体主蛋白（Major Vault Protein，MVP）结合在一个穹窿体少数蛋白（minor vault protein）上。两个总共包含96个穹窿体主蛋白及16个长度约为86–141bp穹窿体RNA（vault RNA，vRNA）的部分结合后，最终形成完整的穹窿体。

## 功能
虽然穹窿体仍未被完全了解，但科研人员已发现其功能与核孔复合物的功能之间具有一定联系，这两种不同分子都呈八边形这一事实也支持该观点。已有结论说明穹窿体像核孔复合物一样，是被用于将如mRNA一类的大分子从细胞核中运输到细胞质中。另有观点认为穹窿体在蛋白质生物合成也发挥了一定作用。

## 与癌症的关联
在20世纪90年代末，研究人员发现穹窿体（尤其是其中的穹窿体主蛋白）在被诊断出多药耐药（multidrug resistance）的癌症患者的细胞中有过度表达的倾向，所以有观点认为穹窿体会阻断多种化疗手段。虽然上述现象并不能说明是穹窿体数量的增加直接导致癌细胞耐药，但它仍暗示了癌症与穹窿体在某些方面可能存在的关联。该发现为对癌细胞耐药机制的研究及抗癌药物的寻找提供了重要线索。

## 进化中的保守性
穹窿体已在哺乳类动物、两栖类动物、鸟类动物及盘基网柄菌（Dictyostelium discoideum）等生物的细胞中发现并分离。同源蛋白家族数据库（Pfam database）已识别出穹窿体在第四双小核草履虫（Paramecium tetraurelia）、动质体、众多脊椎动物、剌胞动物（星海葵）、软体动物、丝盘虫（Trichoplax adhaerens）、扁形虫细粒棘球蚴（Echinococcus granulosus）及领鞭毛虫细胞中的同源物。
虽然穹窿体已被在多种真核细胞中发现，但下列几个真核生物物种不含有组装穹窿体所需的蛋白质：
- 拟南芥（Arabidopsis thaliana）
- 秀丽隐杆线虫（Caenorhabditis elegans）
- 黑腹果蝇（Drosophila melanogaster）
- 酿酒酵母（Saccharomyces cerevisiae）。

这4个物种分别是植物、线虫、动物和真菌的模式生物。除了这4个例外，穹窿体在其他物种中的高度相似性喑示着该细胞器在进化过程中的某种重要性。